# Medi-Market
 (juillet 2024).
La mise en forme du texte ne suit pas les recommandations de Wikipédia : il faut le « wikifier ».
Les points d'amélioration suivants sont les cas les plus fréquents :
- Les titres sont pré-formatés par le logiciel. Ils ne sont ni en capitales, ni en gras.
- Le texte ne doit pas être écrit en capitales (les noms de famille non plus), ni en gras, ni en italique, ni en « petit »…
- Le gras n'est utilisé que pour surligner le titre de l'article dans l'introduction, une seule fois.
- L'italique est rarement utilisé : mots en langue étrangère, titres d'œuvres, noms de bateaux, etc.
- Les citations ne sont pas en italique mais en corps de texte normal. Elles sont entourées par des guillemets français : « et ».
- Les listes à puces sont à éviter, des paragraphes rédigés étant largement préférés. Les tableaux sont à réserver à la présentation de données structurées (résultats, etc.).
- Les appels de note de bas de page (petits chiffres en exposant, introduits par l'outil «  Source ») sont à placer entre la fin de phrase et le point final[comme ça].
- Les liens internes (vers d'autres articles de Wikipédia) sont à choisir avec parcimonie. Créez des liens vers des articles approfondissant le sujet. Les termes génériques sans rapport avec le sujet sont à éviter, ainsi que les répétitions de liens vers un même terme.
- Les liens externes sont à placer uniquement dans une section « Liens externes », à la fin de l'article. Ces liens sont à choisir avec parcimonie suivant les règles définies. Si un lien sert de source à l'article, son insertion dans le texte est à faire par les notes de bas de page.
- La présentation des références doit suivre les conventions bibliographiques. Il est recommandé d'utiliser les modèles {{Ouvrage}}, {{Chapitre}}, {{Article}}, {{Lien web}} et/ou {{Bibliographie}}. Le mode d'édition visuel peut mettre en forme automatiquement les références.
- Insérer une infobox (cadre d'informations à droite) n'est pas obligatoire pour parachever la mise en page.

Pour une aide détaillée, merci de consulter Aide:Wikification.
Si vous pensez que ces points ont été résolus, vous pouvez retirer ce bandeau et améliorer la mise en forme d'un autre article.
Medi-Market est une chaîne de magasins belge spécialisée dans la vente de produits pharmaceutiques et parapharmaceutiques et de produits de beauté. Elle a été fondée en 2014 par Yvan Verougstraete.

## Histoire
L'entreprise a été fondée en 2014 sous le nom de Medicare-Market. Le premier magasin a ouvert le 10 décembre 2014 à Gosselies (Charleroi), directement suivi par l'acquisition de la pharmacie en ligne PharmaClic .
Yvan Verougstraete n'était cependant pas seul lorsqu'il a mis sur pied Medi-Market. Il a reçu le soutien financier de Jean-Marc Heynderickx, l'ancien directeur général de Louis Delhaize, de Jacques Hayez de la chaîne alimentaire Exki, de la famille De Clercq d' Interparking et de la société d'investissement wallonne Nivelinvest, qui ont investi au total 4,5 millions €.
En 2017, Medi Market comptait 23 points de vente, 15 parapharmacies et 8 pharmacies, générant un chiffre d'affaires de 51 millions €. En 2019, Medi-market s'étend à l'international en ouvrant son premier magasin en France, à Roncq. Au Luxembourg, elle a ouvert une dizaine de points de vente. Le groupe fait également l'acquisition la même année de la succursale italienne de Parashop et ajoute 4 enseignes en Italie à ses magasins existants,,.
Le 1er juin 2021, Yvan Verougstraete se retire et cède  ses fonctions de CEO du Groupe Medi-Market et la gestion de l'entreprise à Cédric Antoine, ancien directeur général exécutif de Cora Belgique-Luxembourg.
En 2024, Medi-Market exploitait environ 94 magasins, répartis à travers la Belgique, le Luxembourg, la France et l'Italie . Ses magasins accueillent 18000 clients par jour et sa base de données répertorie 1.7 million de clients belges. Le développement des points de vente est surtout rapide en Flandre et en Italie.